# Мытный двор
Мы́тный двор — место, где взималась пошлина за проезд по платным дорогам общего пользования (трактам). Сама плата называлась мыт (позже — замыт) и взималась за провоз всех товаров, кроме хлеба.
Мытные дворы существовали практически во всех крупных российских городах до середины XVIII века.
Несмотря на то, что с 1653 года мыт был упразднён Торговым уставом, Мытные дворы несли таможенную функцию.
Большинство мытных дворов несло в XVII веке также торговую нагрузку и поэтому они были переквалифицированы в Гостиные (торговые) дворы.